# Heteromeringia kondoi
Heteromeringia kondoi är en tvåvingeart som beskrevs av Mitsuhiro Sasakawa 1966. Heteromeringia kondoi ingår i släktet Heteromeringia och familjen träflugor.
Artens utbredningsområde är Fiji. Inga underarter finns listade i Catalogue of Life.